# Camps Bay
Camps Bay (Afrikaans: Kampsbaai) is een residentiële wijk in Kaapstad.

## Geschiedenis
De eerste bewoners van Camps Bay waren de San en de Khoikhoi pastoraten. Toen Jan van Riebeek een verversingsstation voor de VOC oprichtte, waren de Twaalf Apostelen bedekt met bossen met leeuwen, luipaarden en antilopen.
In concurrentie met de meer recente kolonisten verloren de Khoi hun weidegronden op de zuidoostelijke hellingen van de Tafelberg en in 1657 werden ze beperkt tot Camps Bay.
Tegen 1713 was het aantal Khoi-bevolking verminderd door mazelen en pokken. Van hun nederzetting was alleen nog een oude kraal (Oudekraal) over.
Het gebied werd vervolgens toegekend aan John Lodewyk Wernich en ging van vader op zoon over. Johan Wernich trouwde met Anna Koekemoer, die bij zijn overlijden in 1778 trouwde met Fredrick Ernst von Kamptz, een zeeman en het gebied werd bekend als "Die Baai van von Kamptz"
Gedurende het grootste deel van de 19e eeuw was Camps Bay onontwikkeld. Lord Charles Somerset gebruikte het gebied voor de jacht en gebruikte het Roundhouse als zijn lodge. Kloof Nek Road werd gebouwd in 1848 en in 1884 kreeg Thomas Bain de opdracht om met behulp van dwangarbeiders een weg aan te leggen van Seepunt naar Camps Bay.
De weg werd voltooid in 1887 en vernoemd Victoriaweg te eren Koningin Victoria's jubileum in 1888. De weg mogen mensen fietsen naar Camps Bay, die populariteit als een picknickplaats hadden opgedaan. Dit leidde in 1901 tot de ontwikkeling van de tramlijn Camps Bay om mensen voor een dagje uit te brengen en daarmee tot de ontwikkeling van de getijdenpoelen, de Rotunda (nu het Bay Hotel) en een paviljoen voor concerten en shows.
In 1913 werd Camps Bay opgenomen in Kaapstad, hoewel het nog steeds werd gezien als een recreatiegebied in plaats van een woonwijk.

## Demografie
Camps Bay is populair bij buitenlandse toeristen omwille van zijn parelwitte stranden en nachtleven. Het heeft een oppervlakte van 1,68 km². Er wonen ongeveer 3.000 mensen, waarvan het overgrote deel blanken zijn. De San en de Khoikhoi waren de eerste bewoners van het gebied. Jan van Riebeeck bouwde hier een bevoorradingsstation van de Verenigde Oostindische Compagnie. In het begin van de 18de eeuw bouwde Johan Lodewyck Wernich er het eerste gebouw, zijn villa Ravensteyn. De weduwe van zijn zoon trouwde in 1778 met een zeeman, Fredrick Ernst von Kamptz. Naar deze persoon is deze plaats genoemd. In de 19de eeuw kwam er een weg tussen Seepunt en Camps Bay.
De wijk werd steeds meer en meer residentiëler. In 1913 werd Camps Bay toegevoegd aan Kaapstad.

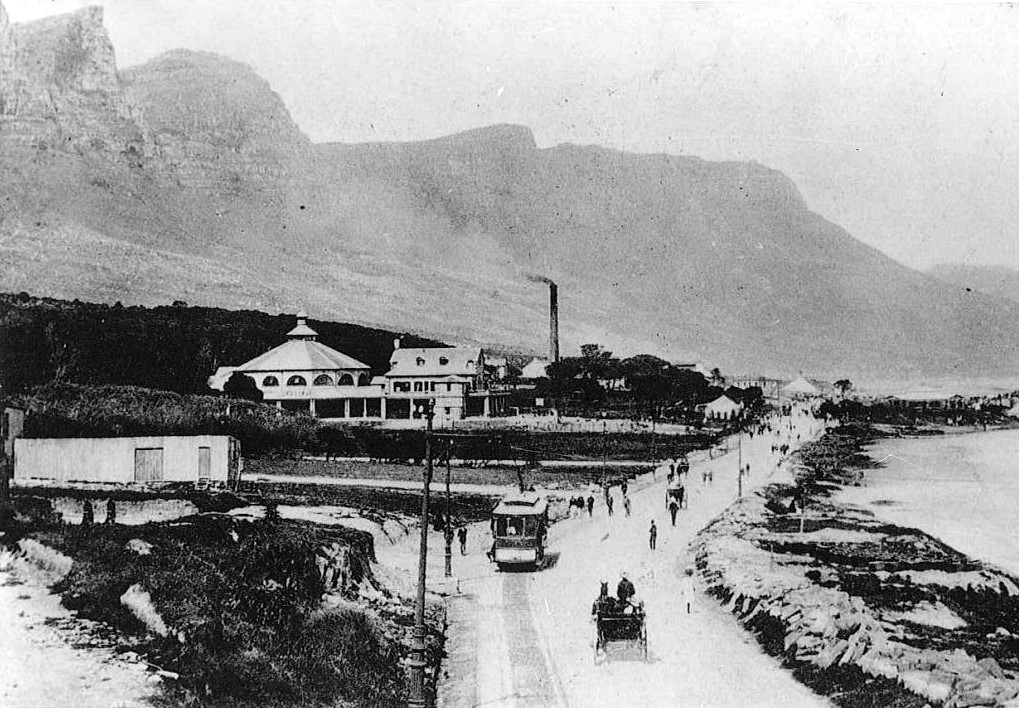
Victoria Road in Camps Bay omstreeks 1903
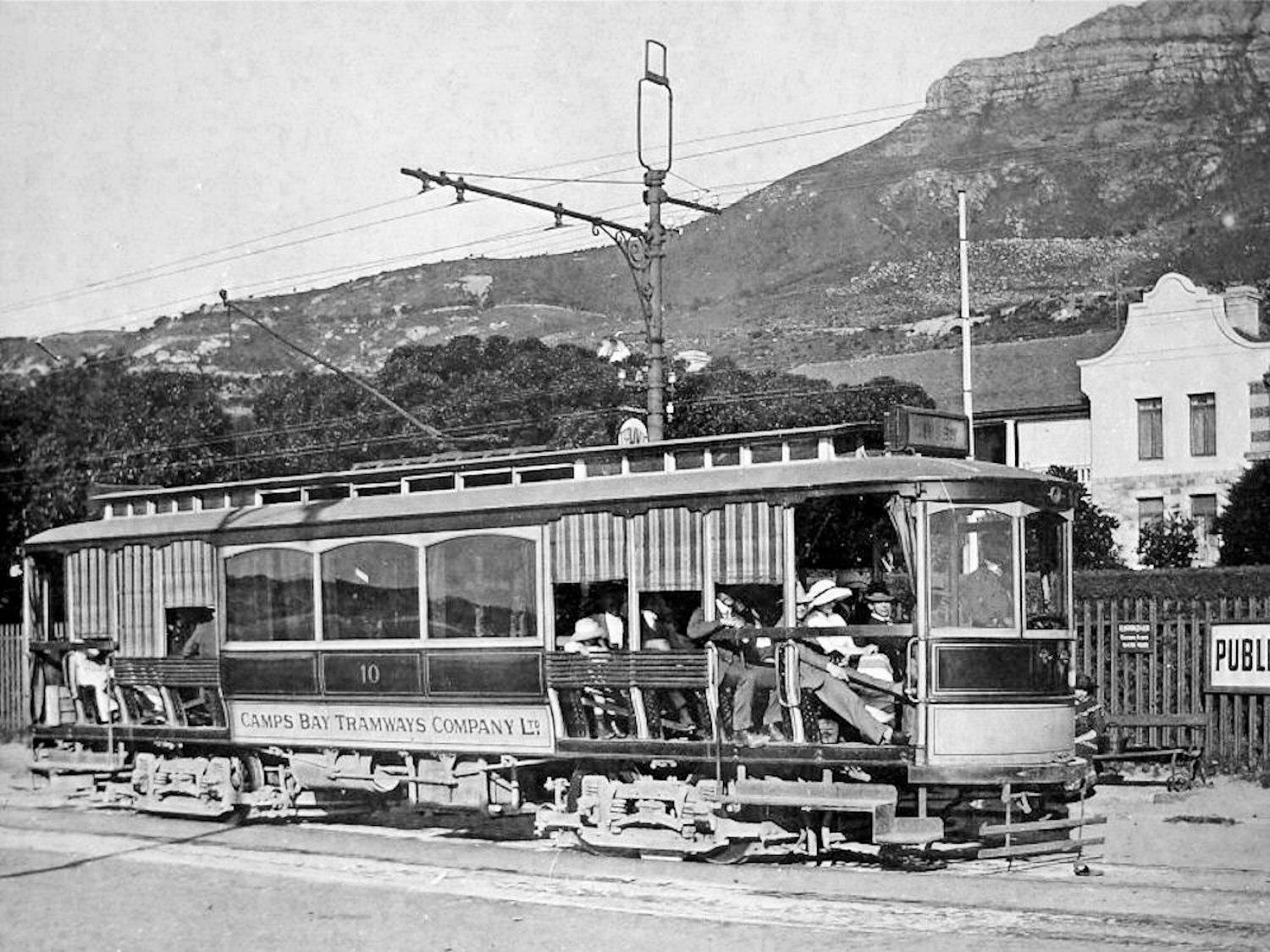
Tram in Camps Bay (omstreeks 1912)
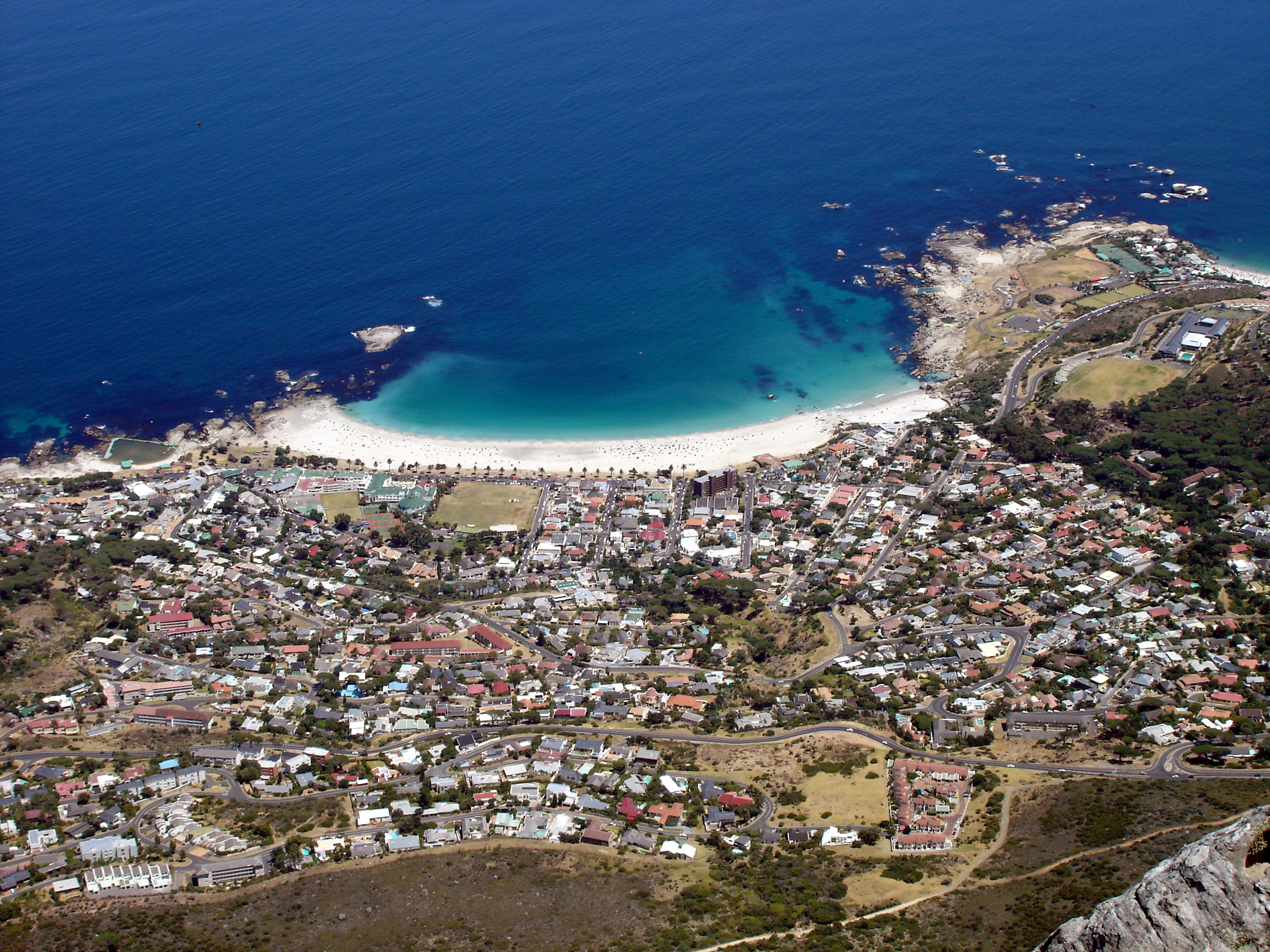
Zicht op Camps Bay vanaf de Tafelberg
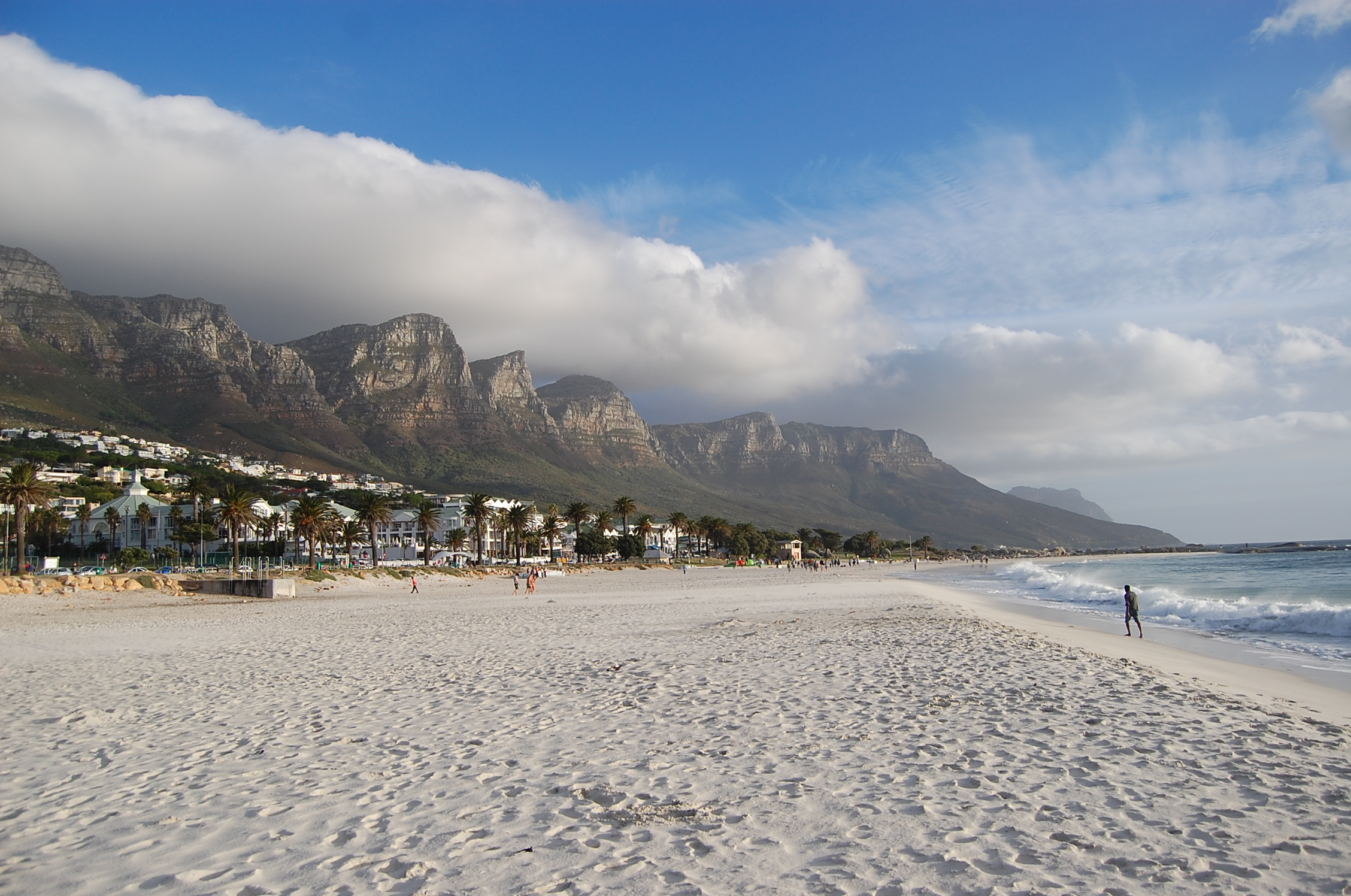
Het strand van Camps Bay
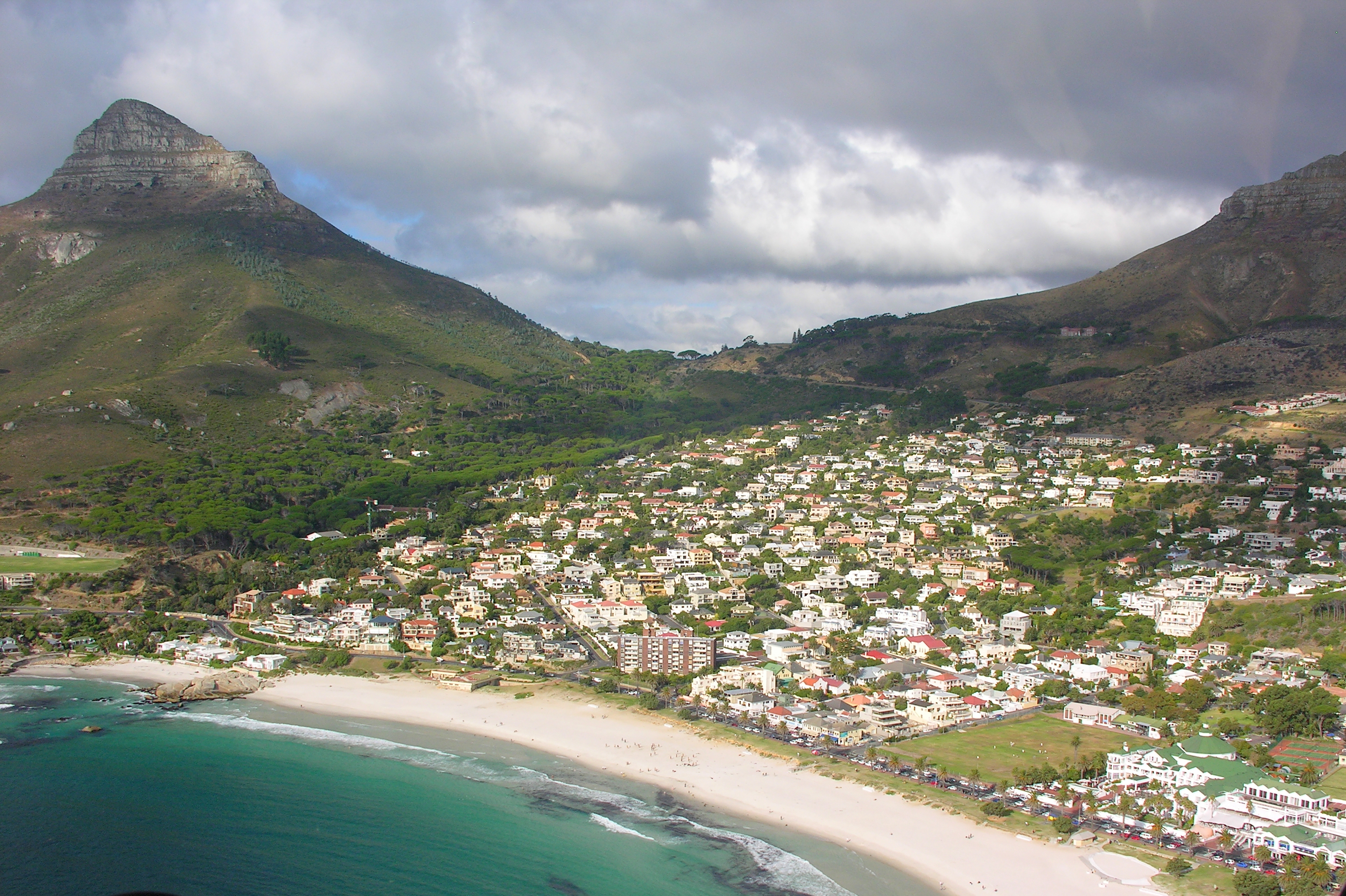
Zicht op Camps Bay
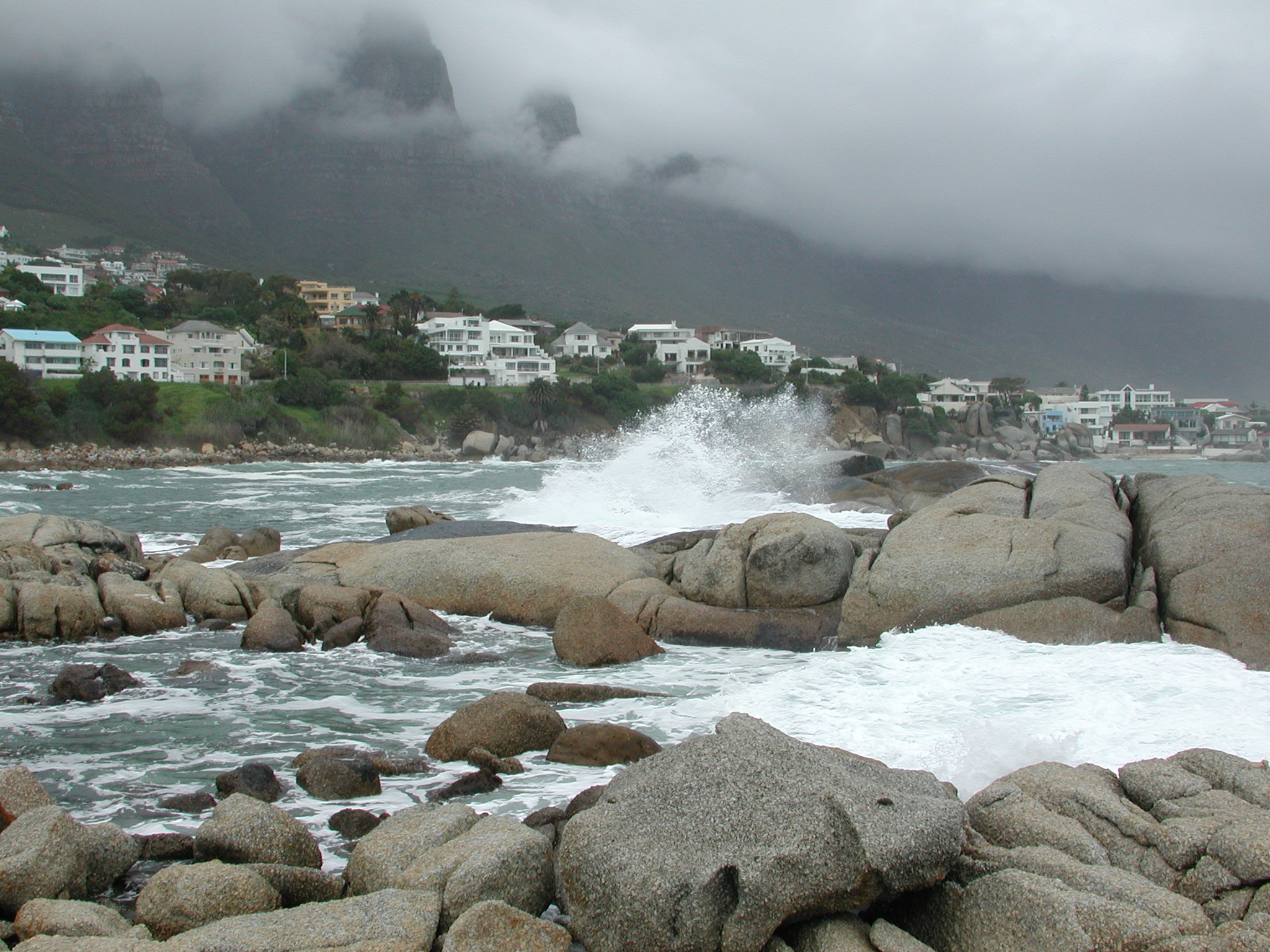
Camps Bay in de lente